# The Elasmosaurus EP
The Elasmosaurus EP es el segundo EP publicado por el compositor y cantante estadounidense Matt Costa. Editado por la compañía independiente Venrable Media se componía de canciones que fueron descartadas para ser incluidas en el álbum de debut del artista, Songs We Sing.
Con el paso del tiempo la compañía Brushfire Records reeditó el Songs We Sing incluyendo en la mayoría de canciones que aparecían en The Elasmosaurus EP.

## Lista de canciones
1. "Ballad of Miss Kate" - 4:32
2. "These Arms" - 4:05
3. "I Tried" - 2:44
4. "Suicide Is Painless" - 2:40
5. "Sweet Thursday" - 4:32
6. "Lullaby" - 2:38

- Datos: Q5196908